# Stazione di Toul
La stazione di Toul (in francese Gare de Toul) è la principale stazione ferroviaria di Toul, Francia.